# Motowyliwka (Fastiw)
Motowyliwka (ukrainisch Мотовилівка; russisch отовиловка Motowilowka) ist ein Dorf in der ukrainischen Oblast Kiew mit etwa 3500 Einwohnern (2001).

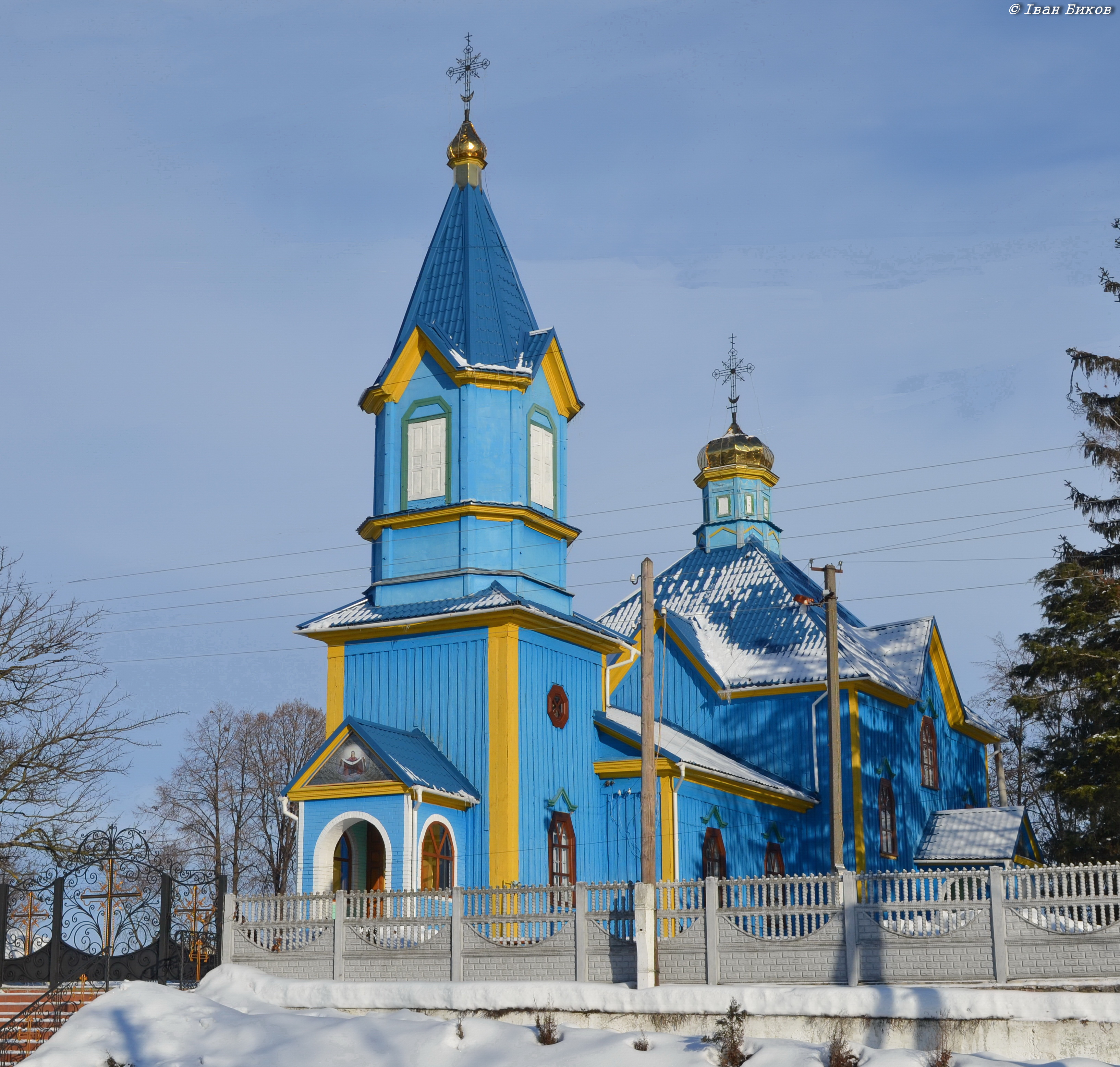
Kirche von 1862

Das erstmals im 12. Jahrhundert schriftlich erwähnte Dorf hieß ab 1940  Tscherwona Motowyliwka und erhielt 2016 im Zuge der Dekommunisierung in der Ukraine 2016 seinen derzeitigen Namen.
Motowyliwka grenzt im Norden an die Siedlung städtischen Typs Borowa und liegt am Ufer der Stuhna (ukrainisch Стугна), einem Nebenfluss des Dnepr, 20 km nordöstlich vom Rajonzentrum Fastiw und 55 km südwestlich vom Oblastzentrum Kiew.
Am 12. Juni 2020 wurde das Dorf ein Teil der neugegründeten Stadtgemeinde Fastiw, bis dahin bildete es zusammen mit den Dörfern Tarassenky (Тарасенки), Welyka Motowyliwka (Велика Мотовилівка) und Wyschnjaky (Вишняки) die gleichnamige Landratsgemeinde Motowyliwka (Мотовилівська сільська рада/Motowyliwska silska rada) im Nordosten des Rajons Fastiw.